# Резенди (Рио-де-Жанейро)
Резенди (порт. Resende) — муниципалитет в Бразилии, входит в штат Рио-де-Жанейро. Составная часть мезорегиона Юг штата Рио-де-Жанейро. Входит в экономико-статистический микрорегион Вали-ду-Параиба-Флуминенси. Население составляет 118 547 человек на 2007 год. Занимает площадь 1113,507 км². Плотность населения — 106,5 чел./км².

## История
Город основан 29 сентября 1801 года.

## Статистика
- Валовой внутренний продукт на 2005 год составляет 3 786 140 реалов (данные: Бразильский институт географии и статистики).
- Валовой внутренний продукт на душу населения на 2005 год составляет 32 246,36 реалов (данные: Бразильский институт географии и статистики).
- Индекс развития человеческого потенциала на 2000 год составляет 0,809 (данные: Программа развития ООН).

## География
Климат местности: горный тропический. В соответствии с классификацией Кёппена, климат относится к категории Cwa.